# Ernest Mabouka
Ernest Olivier Bienvenu Mabouka Massoussi (ur. 16 czerwca 1988 w Duali) – kameruński piłkarz grający na pozycji prawego obrońcy.

## Kariera piłkarska
Swoją karierę piłkarską rozpoczął w klubie Les Astres FC z Duali. W sezonie 2009/2010 zadebiutował w nim w kameruńskiej pierwszej lidze. W debiutanckim sezonie został z nim wicemistrzem Kamerunu.
Latem 2010 roku Mabouka odszedł do słowackiego zespołu MŠK Žilina. Swój debiut w słowackiej lidze zaliczył 26 lutego 2011 w przegranym 0:2 wyjazdowym meczu z Tatranem Preszów. W sezonie 2011/2012 wywalczył z Žiliną dublet - mistrzostwo i Puchar Słowacji. W sezonie 2014/2015 został wicemistrzem Słowacji, a w sezonie 2016/2017 - mistrzem.
Latem 2017 roku Mabouka został piłkarzem Maccabi Hajfa. Zadebiutował w nim 21 sierpnia 2017 w przegranym 0:2 wyjazdowym meczu z Bene Jehuda Tel Awiw. W sezonach 2018/2019 i 2019/2020 wywalczył z nim wicemistrzostwo, a w sezonie 2020/2021 mistrzostwo Izraela. W Maccabi grał do końca sezonu 2020/2021.
| Sezon   | Klub          | Kraj     | Rozgrywki         | Mecze | Gole |
| ------- | ------------- | -------- | ----------------- | ----- | ---- |
| 2009/10 | Les Astres FC | Kamerun  | Première Division | ?     | ?    |
| 2010/11 | MŠK Žilina    | Słowacja | Super Liga        | 10    | 0    |
| 2011/12 | MŠK Žilina    | Słowacja | Super Liga        | 27    | 0    |
| 2012/13 | MŠK Žilina    | Słowacja | Super Liga        | 22    | 0    |
| 2013/14 | MŠK Žilina    | Słowacja | Super Liga        | 31    | 2    |
| 2014/15 | MŠK Žilina    | Słowacja | Super Liga        | 30    | 0    |
| 2015/16 | MŠK Žilina    | Słowacja | Super Liga        | 19    | 2    |
| 2016/17 | MŠK Žilina    | Słowacja | Super Liga        | 29    | 0    |
| 2017/18 | Maccabi Hajfa | Izrael   | Ligat ha’Al       | 26    | 0    |
| 2018/19 | Maccabi Hajfa | Izrael   | Ligat ha’Al       | 34    | 0    |
| 2019/20 | Maccabi Hajfa | Izrael   | Ligat ha’Al       | 34    | 1    |
| 2020/21 | Maccabi Hajfa | Izrael   | Ligat ha’Al       | 18    | 0    |

## Kariera reprezentacyjna
W reprezentacji Kamerunu Mabouka zadebiutował 14 stycznia 2017 roku w zremisowanym 1:1 meczu Pucharu Narodów Afryki z Burkina Faso. W kadrze narodowej rozegrał 8 meczów, w wszystkie w 2017 roku.